# Randallia distincta
Randallia distincta är en kräftdjursart som beskrevs av M. J. Rathbun 1893. Randallia distincta ingår i släktet Randallia och familjen Leucosiidae. Inga underarter finns listade i Catalogue of Life.